# スッティチャイ・ユン
スッティチャイ・ユン（สุทธิชัย หยุ่น, 1946年11月24日 - ）はタイのジャーナリスト、作家、タイ英字新聞紙『ネーション』、経済紙『クルンテープ・トゥラギット』、iTVおよびネーションチャンネルの創設者。現在ネーション・マルチメディア・グループの編集主幹、『クルンテープ・トゥラギット』のコラムニスト。

## 略歴
スッティチャイは、1946年11月24日ソンクラー県ハートヤイ郡の貧しいタイ華人の家庭に生まれる。弟にはタイPBS理事のテーパチャイ・ヨーン（เทพชัย หย่อง）がいる。バンコクの高校に進学。学業の間に『バンコク・ポスト』、『サヤーム・ラット』紙に投稿していた。高校卒業後シイベルヘグナーに入社。入社3ヶ月後にノーンカーイ県パームアン・ダムの建設のためにやってきたアメリカ人技術者の通訳となり、仕事を終えた後にチュラーロンコーン大学マスコミュニケーション学科（現コミュニケーション学部）に進学した。1968年、在学中にバンコク・ポストの校正部門で職員として働くが、学業を止め仕事に専念することに決めた。学位もなく、年も若かったスッティチャイであったが、仕事を始めてわずか5ヶ月で編集者に抜擢された。
1971年バンコク・ポストの『バンコク・ワールド』紙事業の買収を受けて、新聞業界の独占化を憂いた、スニダー・ギティヤゴーン、タンマヌーン・マハーパオラヤが友人のジャーナリストらとともに株式公開、200万バーツの資本金を集めて初のタイ人所有の英字新聞紙『ザ・ヴォイス・オブ・ネーション』を1971年9月1日に設立。1976年11月8日に紙名を『ザ・ネーション・リヴュー』に変更。1976年10月6日のクーデター時には言論統制が布かれ、一時発行が禁止された。1985年、現在の紙名『ザ・ネーション』に変え、現在に至る。
またスッティチャイはタイ国内初の経済日刊紙『クルンテープ・トゥラギット』を1987年10月6日に創設。テレビ局iTVの運営メンバー、テレビ局ネーションチャンネル、ラジオ局ネーションラジオの創設者でもある。
コラムニスト、批評家、インタヴュワーとしても有名であり、1991年の湾岸戦争時に3チャンネル、9チャンネルに出演し、活躍。さらにネーション・グループの番組「ネーション・ニュース・トーク」に出演。特にスッティチャイの発言の最後につけられる敬語「クラップ」の特徴的な言い回しが知られ、よくモノマネに利用されることがある。
妻は女性文芸誌『ララナー』の元編集長ナンタワン・ユン。息子プラープダー・ユンは2002年東南アジア文学賞受賞作家。娘もおり、名はチムブン・ユン。
2008年シーブーラパー賞受賞。

## 作品

### 著作
- 『マー・ファオ・バーン』หมาเฝ้าบ้าน (1994年)
- 『コン・バー・カーウ』คนบ้าข่าว (2000年)
- 『ナック・カーウ・ノーク・コーク』นักข่าวนอกคอก (2002年)
- 『ウィン・ハー・ゴ・ニー・ハーイ』วิ่งหาก็หนีหาย (2002年)
- 『ルアック・ユー・ガップ・ラック』เลือกอยู่กับรัก (2002年)
- 『ピット・ヂャーク・ニー・マイ・チャイ・ラオ』ผิดจากนี้ไม่ใช่เรา (2007年）
- 『アナコット・コン・カウ』อนาคตของข่าว (2012年)